# Lummel (scheepvaart)
Een lummel is een pen die vrij kan draaien in een lummelpot. Het is een onderdeel van de constructie van een mast en een giek, waarmee die giek horizontaal en verticaal kan scharnieren ten opzichte van de mast. Daarbij is de lummelpot meestal via een mastband vast op de mast gemonteerd of gelijk op de mastkoker. Aan boord van schepen is het een onderdeel van het mastbeslag
In een moderne uitvoering van de tuigage van zeilschepen kan de constructie met de mastband soms ook langs de mast omhoog en omlaag bewogen worden.

Onderdeel nr. 3 is de lummel met lummelpot
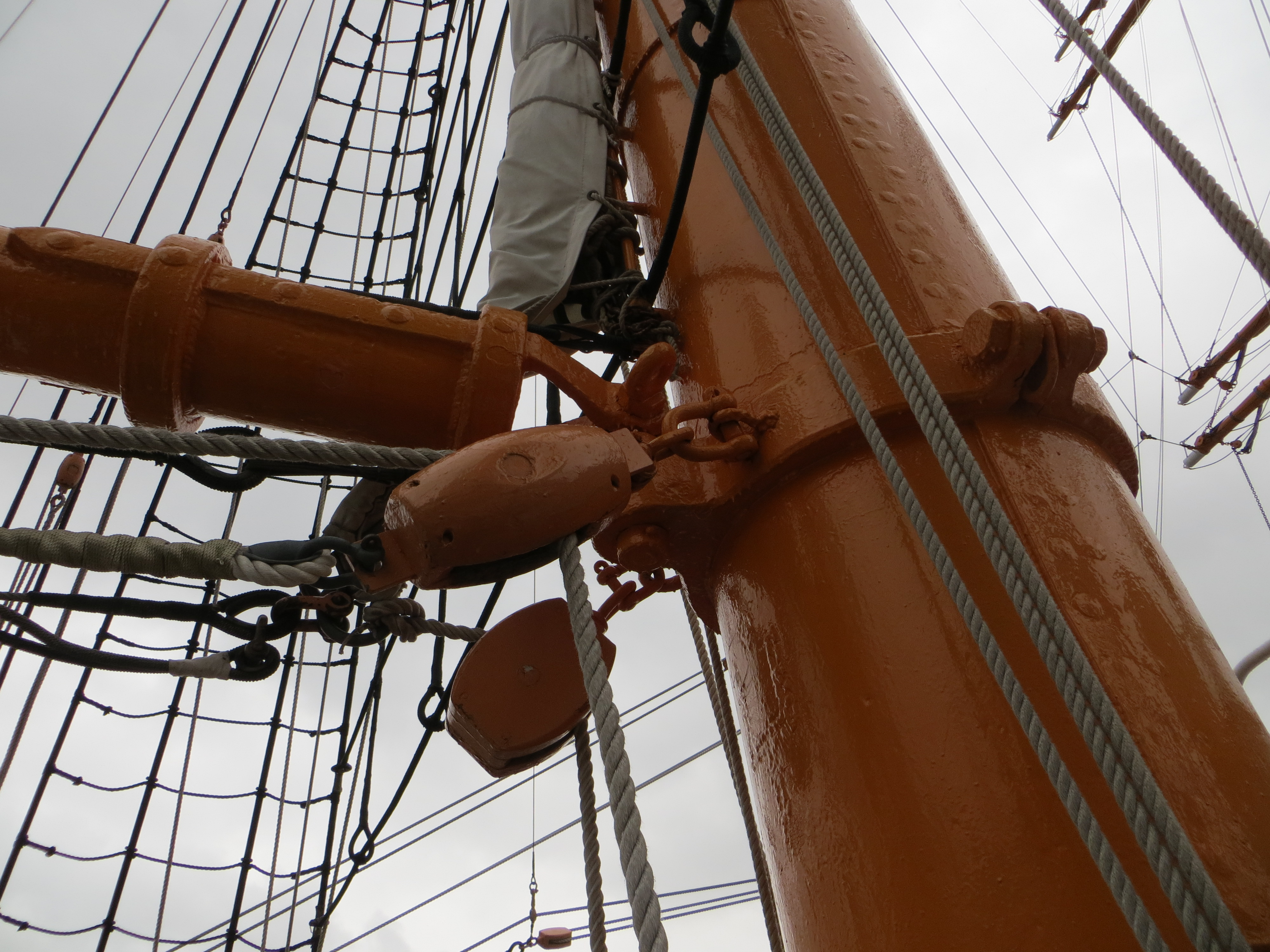
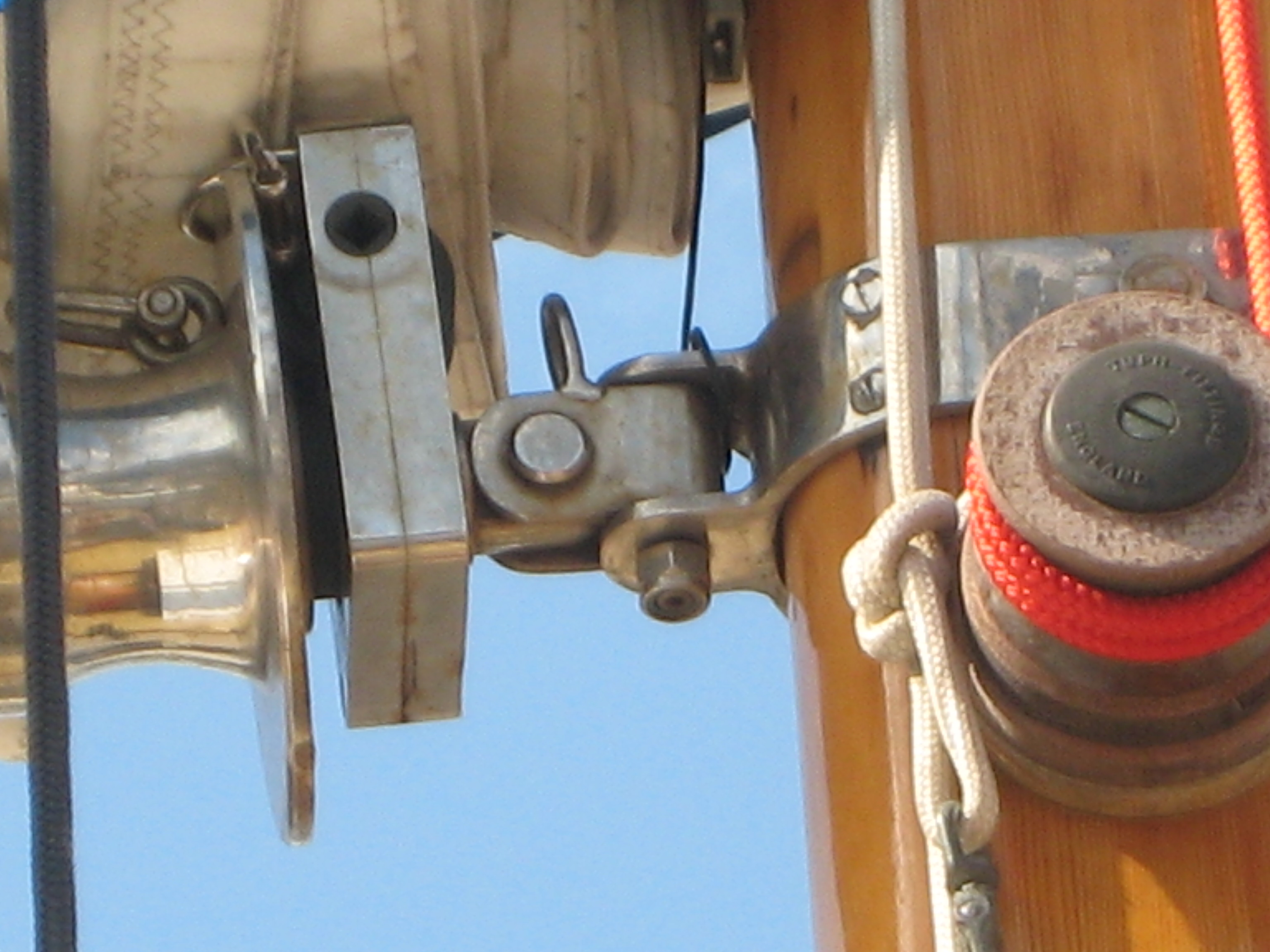
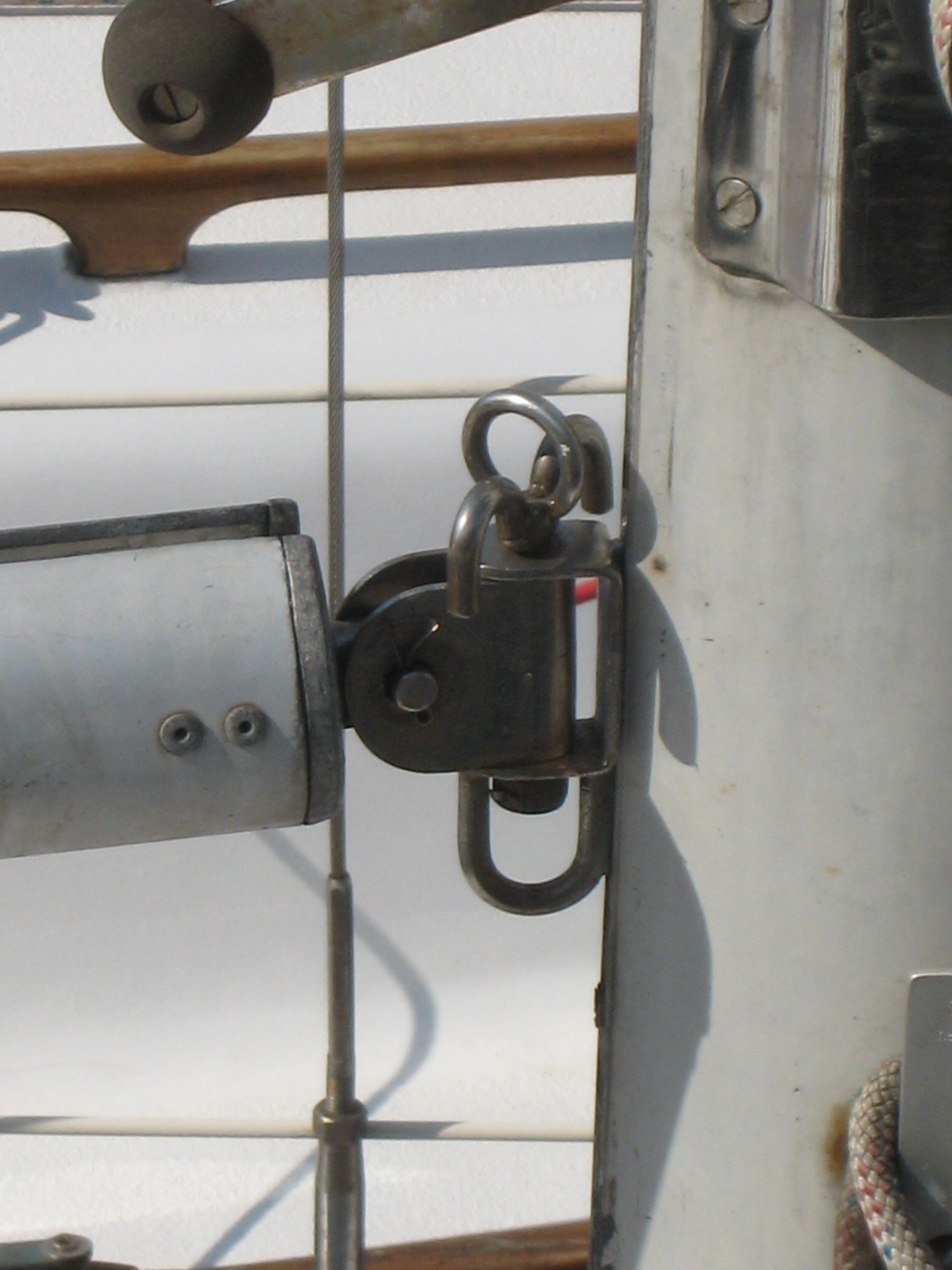
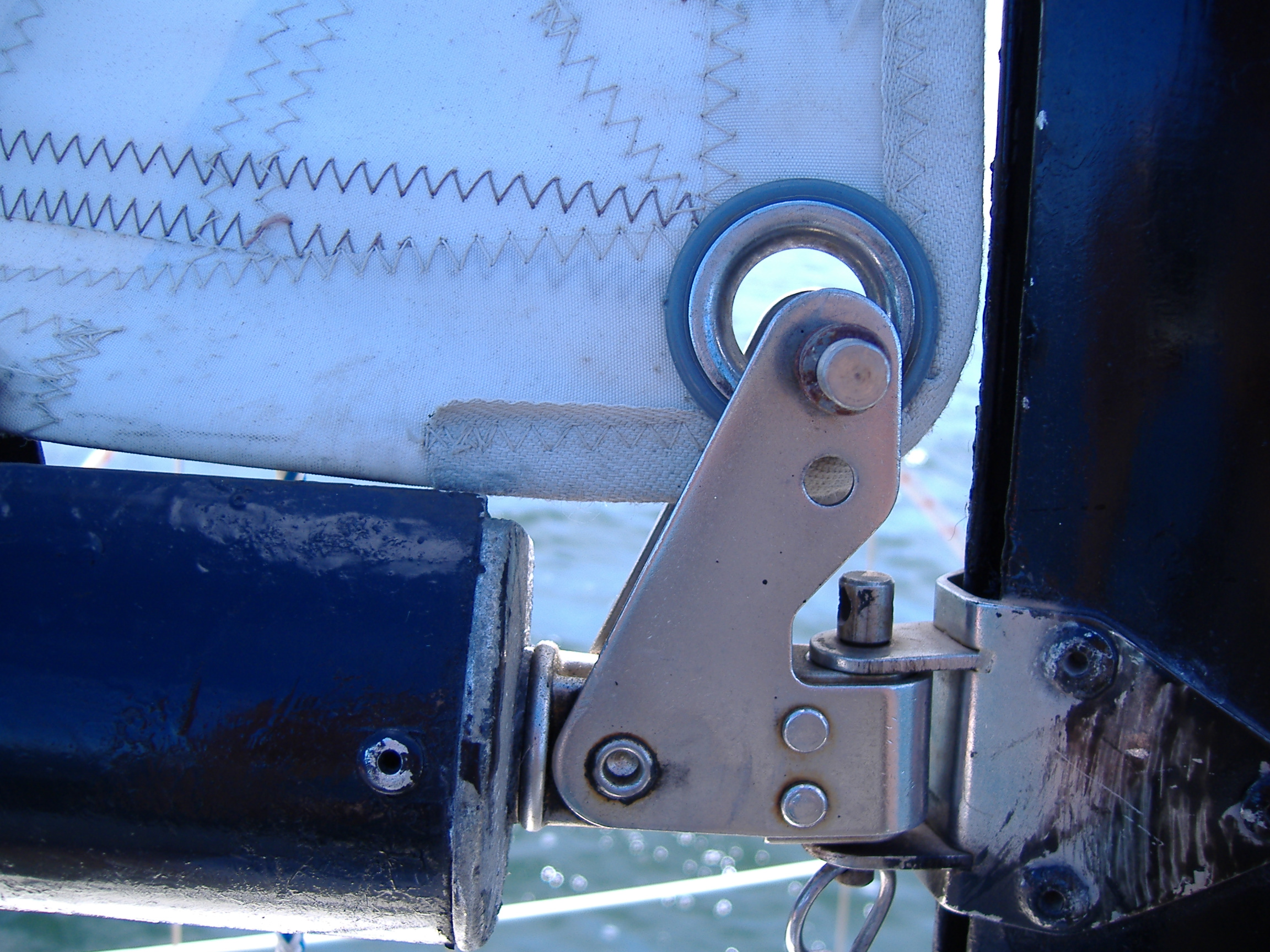